# Передній край оборони

Індійська піхота перед газовою атакою (серпень 1915 року)

Передній край оборони, передова позиція, передова (розмовне «передок») — умовне поняття, під яким у військовій справі розуміється уявна лінія на місцевості, що з'єднує найближчі до ворога оборонні окопи підрозділів першого ешелону: стрільців, мотопіхоти, вогневих засобів тощо..
При наявності підготовленої системи траншей переднім краєм оборони може бути найближча до противника зайнята військами траншея першої позиції першого оборонного рубежу. Також розрізняють передній край оборони другої і наступних смуг (рубежів) оборони.

## Загальне положення
У сучасній військовій науці прийнято вибирати розташування переднього краю оборони уздовж рубежів із максимальною кількістю природних протитанкових перешкод, які полегшують установку інженерних загороджень. При цьому, особливості ландшафту повинні забезпечувати зручність зорового спостереження за місцевістю й сприяти організації ефективної системи вогню, яка б дозволила створення зони суцільного багатошарового вогню на підступах. Виняткову цінність мають ті особливості рельєфу, що ускладнюють противнику спостереження за переднім краєм оборони та розгортання його військ перед ним. Надзвичайно небажаним уважається наявність поблизу переднього краю оборони добре видимих здалеку орієнтирів і предметів, що виділяються на місцевості. З метою спрощення маскування й зниження ефективності ворожого вогню прямолінійна побудова переднього краю оборони не застосовується (вважається вкрай невдалою), до того ж всі злами й вигини його форми рекомендується використовувати для організації «вогневих мішків», де супротивника можна уражати перехресним і фланговим вогнем.
Нерідко практикується створення обманливих передніх країв оборони, а конфігурація істинного переднього краю вибудовується таким чином, щоб затягнути наступаючого противника в райони ефективного вогневого ураження (наприклад — у згадані «вогневі мішки»).